# Parroquia Leoncio Martínez
La Parroquia Leoncio Martínez es una de las cinco divisiones administrativas que conforman el municipio Sucre del estado Miranda y se encuentra dentro del área metropolitana de Caracas, Venezuela.

## Historia
En estos terrenos se asentaron haciendas, comisarías policiales y una alcaba donde se reunían los productos que surtían al mercado de aquella Caracas de 25 cuadras, lo que permitió el establecimiento de Los Dos Caminos. También era el punto en que se bifurcaba la vía que conducía a Petare y Guarenas y era el paso obligado de los caraqueños en su expansión hacia el este del valle de Caracas.

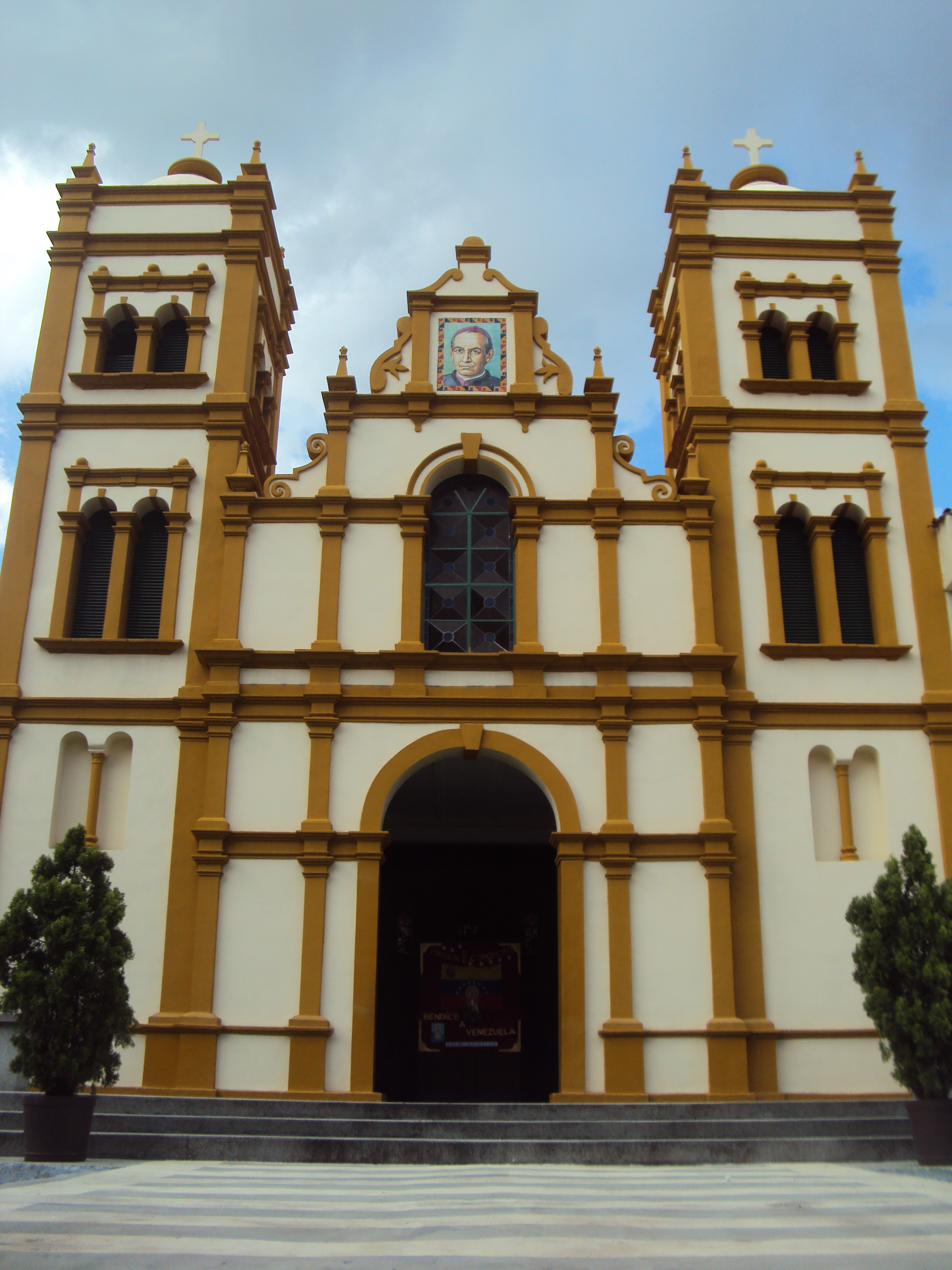
Iglesia Parroquial de San Antonio María Claret, en los Dos Caminos.

El sitio donde se estableció la alcabala, hoy conocido como Los Dos Caminos, es lo que actualmente conocemos como Avenida Francisco de Miranda (antigua carretera del este), Avenida Rómulo Gallegos (antiguo camino del Samán) y Avenida Sucre.
Los Dos Caminos contaba con una junta comunal, Sebucán era la sede del celador de aguas de la comunidad. Tocome era una hacienda de caña de azúcar y era considerada la más próspera de la comarca. Los Ruices era el sitio de reunión de las caballerizas de los hermanos Ruiz. Boleita era una hacienda de tabaco y caña de azúcar.
Aproximadamente en 1853 comienza a conformarse la actual parroquia a partir de la creación de la parroquia Monagas que comprendía el sitio de Los Dos Caminos. En 1948 el otro Distrito Sucre, recibe un nuevo territorio: Leoncio Martínez. En 1991 luego de la aprobación de una nueva Ley de Territorialidad que reestructura al estado Miranda, los municipios foráneos que conformaban el distrito Sucre pasan a ser parroquias.
Entre 1999 y 2000 con la aprobación de una nueva Constitución pasó a ser parte como el resto del Municipio Sucre, del Distrito Metropolitano de Caracas.

## Geografía
Posee 23 kilómetros cuadrados y está conformada por urbanizaciones de clase media y alta, donde destacan las urbanizaciones: Sebucan, Santa Eduvigis, Boleíta (Norte y Sur), La Carlota, Los Dos Caminos, Los Chorros, Santa Cecilia, Los Ruices, Los Cortijos de Lourdes, La California (Norte y Sur), El Marques; entre otras.
Colinda al norte con el estado La Guaira (del cual lo separa el parque nacional Waraira-Repano), al este con la parroquia Petare, al sur con la parroquia El Cafetal del municipio Baruta y al oeste con el municipio Chacao. Forma parte de su territorio uno de los parques más importantes de Caracas, el Parque Generalísimo Francisco de Miranda o Parque del Este.

## Economía

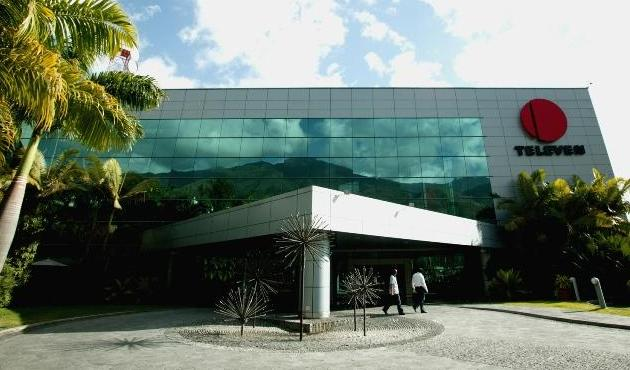
Sede de Televen, uno de los principales canales venezolanos.

En su territorio se encuentran empresas farmacéuticas, tabacaleras (como la Tabacalera Bigott), textileras, jugueterías (Mattel) e industrias alimentarias y bebidas (Empresas Polar, Galletas Puig y  Café San Antonio), de las más importantes de Caracas. En el área comercial se encuentran las principales concesionarias de vehículos, torres de oficinas, bancos y centros comerciales de importancia como el Milennium Mall, el Boleita Center, Centro Comercial Líder y Unicentro el Marques. 
En esta parroquia se ubican las sedes de varias estaciones televisivas de alcance nacional como Venezolana de Televisión, Televen, Canal I (antiguo Puma TV y primeramente Bravo), Telesur (antiguo CMT) y TVes (antigua sede del extinto canal La Tele). También se ubican las sedes de los diarios El Nacional y Tal Cual.
En esta parroquia se encuentra la sede principal de la Dirección General de Contrainteligencia Militar (DGCIM) anteriormente conocida como Dirección General de Inteligencia Militar (DGIM) y originalmente conocida como Dirección de Inteligencia Militar (DIM).

## Transporte
Las principales vías de acceso de la parroquia, están las siguientes: Avenida Boyacá (Eje Norte), Avenida Rómulo Gallegos (Eje Centro-Norte), Avenida Francisco de Miranda (Eje Centro-Sur) y Autopista Francisco Fajardo (Eje Sur). La Avenida Boyacá (conocida como Cota Mil); en su construcción inicial fue proyectada como avenida, pero como la población caraqueña creció de manera acelerada, entonces surgió la necesidad de transformarla en autopista.
Dicha entidad sub-municipal cuenta además el Sistema Metro de Caracas, el cual se dirige en sentido este - oeste y viceversa. La Línea 1, tiene en esta parroquia las estaciones de Los Dos Caminos, Los Cortijos y Parque del Este, actualmente se le modificó su nombre a Miranda, en honor a Francisco de Miranda.
Los microbuses prestan la mayor parte del servicio o recorridos: de la estación Parque del Este parten a la Urbanización Santa Eduvigis; de la estación Los Dos Caminos parten a Sebucán, avenida Sucre, Los Chorros, Boleíta y los intermunicipales que llegan a El Marqués y Petare.